# برکه لاری
برکهٔ لاری روستای برکهٔ لاری یکی از روستاهای آباد منطقهٔ گوده و از توابع بخش مرکزی
شهرستان بستک در غرب استان هرمزگان در جنوب ایران واقع شده‌است.
در ۴۲ کیلومتری شمال شرقی شهر بستک واقع است.

## محدوده برکه لاری
از شمال به رودخانه شور، از جنوب به (لاور)، از مغرب به ایلود، و از سمت مشرق به چاه دزدان محدود می‌گردد.

## جمعیت
جمعیت این روستا بر اساس سرشماری سال ۱۳۸۵ جمعیت آن ۷۱۳ نفر (۱۶۲ خانوار)
بوده‌است. که از اهل سنت و از شاخه شافعی هستند یعنی از پیروان امام محمد ادریس شافعی می‌باشند و به زبان لارستانی و گویش محلی (بستکی) تکلم می‌کنند.
دارای دبستان، مدرسه راهنمایی، مرکز بهداشتی درمانی، برق، لوله‌کشیآب، خانه بهداشت و مسجد است.
۸ باب آب‌انبار برکه است.
آب قابل شرب بصورت لوله‌کشی ندارد.
ومردم از آب باران ذخیره شده در برکه برای پخت و پز و خوردن استفاده می‌کنند. که دارای آلودگی بسیار بالایی است.

## کشاورزی
چند دستگاه موتور بمب آب و تعداد ۵۰۰۰ اصله نخل و ۶۰۰۰ من ۳۰۰۰۰ کیلو زمین کشت دیم کار دارد.
چنان‌که شاعر محلی می‌گوید:
| رَهِ دِهتَـل أَچُـم أَبِـرکَـه لاری |  | قُـربُـون چَشِـه مَست غَـزالی |

## فهرست منابع و مآخذ
- محمدیان، کوخردی، محمد.  «شهرستان بستک و بخش کوخرد»  ج۱. چاپ اول، دبی: سال انتشار ۲۰۰۵ میلادی.
- عباسی، قلی، مصطفی،  «بستک وجهانگیریه»، چاپ اول، تهران: ناشر: شرکت انتشارات جهان معاصر، سال ۱۳۷۲ خورشیدی.
- سلامی، بستکی، احمد.  (بستک در گذرگاه تاریخ)  ج۲ چاپ اول، ۱۳۷۲ خورشیدی.
- بالود، محمد.  (فرهنگ عامه در منطقه بستک)  ناشر همسایه، چاپ زیتون، انتشار سال ۱۳۸۴ خورشیدی.
- بنی عباسیان، بستکی، محمد اعظم،  «تاریخ جهانگیریه»  چاپ تهران، سال ۱۳۳۹ خورشیدی.
- الکوخردی، محمد، بن یوسف، (کُوخِرد حَاضِرَة اِسلامِیةَ عَلی ضِفافِ نَهر مِهران Kookherd, an Islamic District on the bank of Mehran River) الطبعة الثالثة، دبی: سنة ۱۹۹۷ للمیلاد.
- بختیاری، سعید،  «اتواطلس ایران» ، “ مؤسسه جغرافیایی وکارتگرافی گیتاشناسی، بهار ۱۳۸۴ خورشیدی.
- نگاره‌ها از: محمد محمدیان.
- محمد، صدیق «تارخ فارس» صفحه‌های (۵۰ ـ ۵۱ ـ ۵۲ ـ ۵۳)، چاپ سال ۱۹۹۳ میلادی.
- محمدیان، کوخری، محمد، “ (به یاد کوخرد) “، ج۱. ج۲. چاپ اول، دبی: سال انتشار ۲۰۰۳ میلادی.
- اطلس گیتاشناسی استان‌های ایران [Atlas Gitashenasi Ostanhai Iran] (Gitashenasi Province Atlas of Iran)